# Grandeza física
Nas ciências de forma geral (e na física de forma mais explícita), grandezas físicas são as propriedades mensuráveis de um fenômeno, corpo ou substância. Sendo necessário que essas propriedades possam ser expressas quantitativamente (propriedades que podem ser medidas, representadas e, calculadas):
- No caso das grandezas escalares: por meio de um número (sua magnitude ou módulo) + e de uma "referência de tamanho" (sua unidade de medida);
- No caso das grandezas vetoriais: por meio de um número (sua magnitude ou módulo), + de uma "referência de tamanho" (sua unidade de medida) + e de uma orientação (formada por uma direção e um sentido).

A partir dessa definição podemos, por exemplo, dizer que o comprimento, a quantidade de matéria e a energia são grandezas físicas, enquanto as notas de uma prova, o preço de um objeto e a intensidade de um sentimento não são. Em contrapartida, os objetos ou fenômenos naturais em si não são grandezas físicas. A água, por exemplo, não é uma grandeza física, entretanto quaisquer das suas propriedades que podem ser medidas (ou mesmo inferidas) assim são reconhecidas. A título de exemplo, são grandezas físicas da água: sua temperatura de ebulição, sua densidade, sua entalpia de formação, sua condutividade térmica, entre outros; são grandezas físicas de um corpo composto de água: seu volume, sua temperatura, sua massa, sua entalpia absoluta, entre outros.
Existem inúmeros tipos de grandezas físicas, cada qual associada a um diferente tipo de unidade de medida. Uma unidade de medida tem um tamanho unitário arbitrariamente definido, e é por meio de um processo de comparação quantitativa (medição) com esse padrão unitário que determina-se a magnitude de uma grandeza física. Isto é, quantas vezes o tamanho unitário está contido na medida que está sendo feita. Podem, também, existir diferentes unidades de medida para um mesmo tipo de grandeza física; usa-se corriqueiramente a polegada como medida de comprimento em favor do oficial metro. A união de determinadas unidades de medida dá origem a um sistema de medida.

## Definições gerais
Os conceitos relacionados com grandeza física são bastante genéricos, portanto, sendo válidos para os mais diversos sistemas de medida. Entretanto há, além das óbvias diferenças históricas de nomenclatura e de magnitude de diferentes unidades de um mesmo tipo, outras diferenças entre os sistemas, como:
- Na escolha das unidades básicas e unidades derivadas.

Exemplo: o sistema de unidades de Planck utiliza a carga elétrica como unidade de base, enquanto o Sistema Internacional de Unidades (SI) utiliza o ampère para o mesmo fim.
- Na multiplicidade usualmente utilizadas.

Exemplo: no SI é tradicional a existência de múltiplos/submúltiplos simples para facilitar a representação da grandeza na escala mais adequada, enquanto no Sistema imperial essa não é uma prática comum.
- Na representação gráfica.

Exemplo: é comum o uso de ″, tanto como símbolo de uma unidade de comprimento (polegada), quanto como unidade de tempo (segundo) e ângulo (segundo de arco). Um ponto importante a ser observado é que, mesmo dentro do SI, há diferenças entre a representação de valores: alguns países usam ponto, enquanto outros usam vírgula como separador decimal.
Mas, há um sistema que é largamente adotado, o Sistema Internacional de Unidades (mais conhecido por "SI"), por isso serão dado preferência para as convenções adotadas por esse sistema. Todos os países lusófonos adotam este, somente os Estados Unidos, a Libéria e Mianmar não o adotam  oficialmente, mas mesmo estes definem seus padrões unitários baseados no SI.

### Dimensão
As dimensões são propriedades intrínsecas das grandezas físicas. Num sistema de unidades, a dimensão de uma unidade é a expressão desta unidade em termos de um produto de potências das unidades de base. De forma simplificada, a dimensão de uma unidade G pode ser escrita como uma Equação dimensional com a forma:
onde:
1. A, B, C... Z, representam as dimensões de base e;
2. α, β, γ... ω, representam os expoentes dimensionais, os quais podem ser números inteiros ou números racionais (caso do sistema CGS).

Ainda sobre da análise dimensional:
- Unidades de base caracterizam-se por ter suas dimensões coincidentes com suas unidades de medida;
- Uma grandeza adimensional é uma grandeza cujos expoentes dimensionais são zero, o que quer dizer que sua dimensional analítica vale um.

### Tipo de grandeza
Essa classificação por tipos de grandeza é de certa forma arbitrária. De forma geral grandezas são ditas de um mesmo tipo, quando são mutualmente comparáveis.
Além disso é importante frisar que:
1. Quantidades de diferentes dimensões são sempre de diferentes tipos;
Exemplo -  corrente elétrica e frequência têm dimensões diferentes e são, portanto, de diferentes tipos.
2. Quantidades de mesmo tipo compartilham iguais dimensões;
Exemplo - dentre as unidades do tipo comprimento podemos citar: o diâmetro, o perímetro e o comprimento de onda;
3. Quantidades que apresentam mesmas dimensões nem sempre são classificadas como sendo do mesmo tipo.
Exemplo 1  - as grandezas energia e torque compartilham as mesmas dimensões, mas não são tidas como de mesmo tipo. Devido a esse fato, é comum usar notações diferentes nesse caso.
Exemplo 2 - as grandezas ângulo plano e ângulo sólido são ambas adimensionais(embora ambas sejam representadas, respectivamente, pelas unidades radiano e esferorradiano), mas não são do mesmo tipo.

### Equações de grandezas
| {\displaystyle {\vec {F}}=m{\vec {a}}} |
| Equação de grandezas {\displaystyle {\vec {F}}} representa a força {\displaystyle m} representa a massa {\displaystyle {\vec {a}}} representa a aceleração |
| Análise das dimensões Considere: m = 75 kg, a = 10 m/s2 F = 750, N = 750 kg·m/s2 = m·a Assim: 1 N (= 1 newton) = 1 kg·m/s2                                 |

Quando representamos uma lei natural por meio equações matemáticas teremos uma equação de grandezas. Equações de grandezas são independentes da escolha de unidades.
A validade de uma equação de grandezas é refutável por meio análise dimensional: se não temos em ambos os lados da equação as mesmas dimensões, ela é, portanto, falsa.
A estrutura de algumas leis físicas pode ser alterada em decorrência da escolha de um determinado sistema de unidades (veja mais em Unidades naturais e Unidades de Planck).

### Magnitude
Também conhecida como valor da grandeza, a magnitude, expressa a relação entre a quantidade que foi medida e o padrão unitário.
Ela é, geralmente, um número real, mas isso não é regra. Existem grandezas cujas magnitudes podem ser de outros tipo como a impedância elétrica, representada por meio de números complexos.
As escalas das grandezas variam enormemente, por isso muitas vezes escrevem-se as magnitudes utilizando-se da notação científica. Daí o costume de referir-se à ordens de magnitude (ou ordens de grandeza). No SI é muito comum o uso de prefixos para simbolizar determinadas ordens de grandeza.
Devido a enorme variabilidade dos padrões unitários das unidades de medida, a intuição para magnitudes naturalmente adquirida por um usuário  de um determinado sistema de unidades costuma não ser equivalente a  intuição adquirida pelo usuário de outro sistema. Esse motivo foi um dos principais entraves à popularização do sistema métrico.
Existe um particular conjunto de grandezas cujas magnitudes são fixas, essas grandezas são chamadas de constantes físicas.

### Escalares, vetores, tensores
A representação de grandezas físicas algumas vezes exige informações extras, além da magnitude (módulo) e da unidade de medida. Essas informações extras são as direções e os sentidos. Grandezas que precisam de direções e sentidos para que sejam bem determinadas são chamadas de Grandezas vetoriais (representadas por  vetores) e Grandezas tensorias (representadas por tensores).
Os vetores e tensores cujas componentes são grandezas físicas, são considerados grandezas físicas.

#### Escalares
As grandezas escalares são grandezas que necessitam de um valor para o módulo e de uma unidade de medida para que fiquem bem definidos.
Exemplos: densidade, pressão, área.

#### Vetores ou tensores de primeira ordem
São grandezas que, além de um módulo, seguido de uma unidade de medida, necessitam de direção e sentido.
Exemplos: força, aceleração, velocidade.
Existem ainda grandezas que são pseudo-vetores. Originam-se do produto vetorial. Exemplo: torque.

#### Tensores de ordem mais alta
Os tensores são conjuntos de vetores. De forma mais formal, tensores são a generalização dos conceitos de vetor, funcional linear, transformação linear, forma bilinear, e, de modo geral, aplicações n-lineares que levam n1 vetores a n2 vetores.
Exemplo: tensor de inércia.

## Operações aritméticas
Verifica-se que um pequeno número de operações aritméticas são suficientes para descrever todos os fenômenos naturais conhecidos. As grandezas físicas, portanto, somente manterão seus sentidos físicos se transformadas por tais operações. Entretanto, mesmo limitando-se ao escopo dessas operações, há algumas regras que, se não forem seguidas, geram resultados sem sentido: 
| {\displaystyle 15\;\mathrm {s} -3\;\mathrm {m} } {\displaystyle 5\;\mathrm {m} +10\;\mathrm {kg} } {\displaystyle \log \left({299\,792\,458\,{\frac {\rm {m}}{\rm {s}}}}\right)} |
| Exemplos de operações sem sentido |

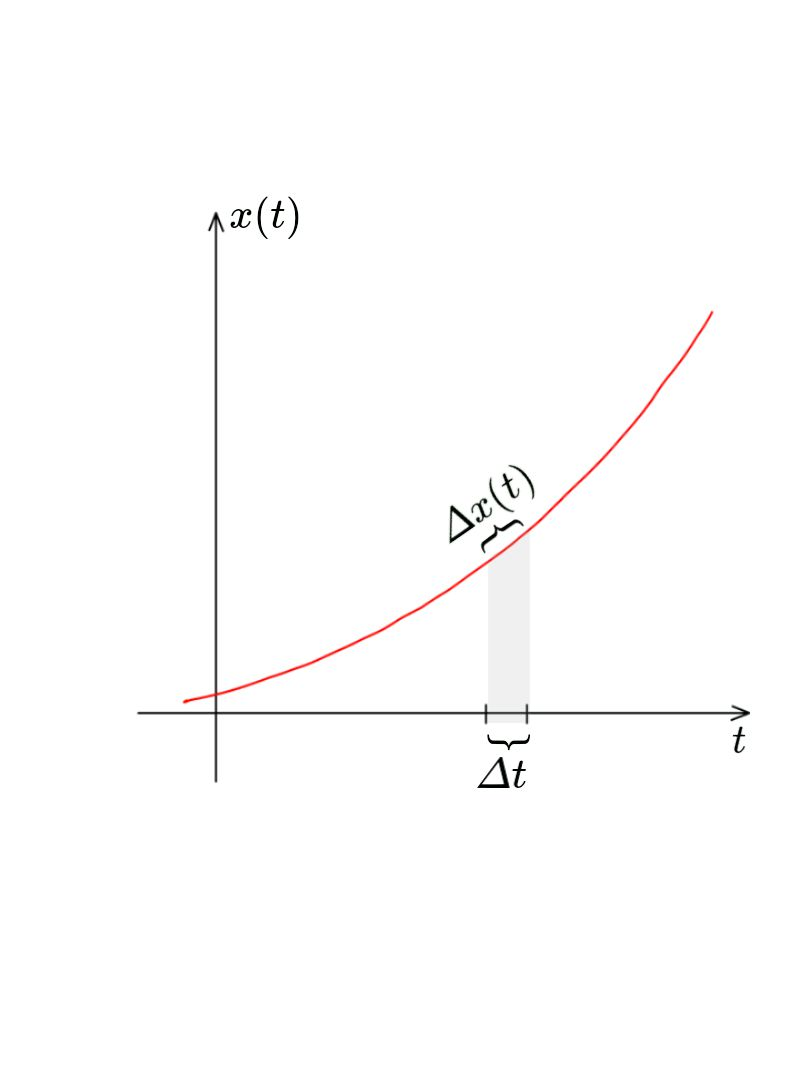
Diferenciação

- Adição e subtração só são possíveis entre as quantidades do mesmo tipo de tamanho. A dimensão e, assim, a unidade de medida permanecem inalteradas; os valores numéricos são somados.

Exemplo: {\displaystyle l_{1}+l_{2}=2\,\mathrm {m} +3\,\mathrm {m} =5\,\mathrm {m} }
No entanto, isso só funciona se as duas variáveis são medidos usando a mesma unidade. Se este não for o caso, todos os termos devem, antes da adição ou subtração, ser convertidos para a mesma unidade.
Exemplo: {\displaystyle l_{1}+l_{2}=2\,\mathrm {km} +300\,\mathrm {m} =2\,000\,\mathrm {m} +300\,\mathrm {m} =2\,300\,\mathrm {m} }
- A multiplicação e a divisão são irrestritas. Os valores numéricos são multiplicados e o produto das unidades forma uma nova unidade, a menos que uma das grandezas seja adimensional. Para a divisão, o processo é análogo: os valores numéricos são divididos e  forma-se uma razão entre as unidades. Ainda é importante frisar que, na divisão, o resultado pode ser adimensional.

Exemplo: {\displaystyle M=r\cdot F=2\,\mathrm {m} \cdot 3\,\mathrm {N} =6\,\mathrm {N} \,\mathrm {m} }
Exemplo: {\displaystyle v={\frac {s}{t}}={\frac {3\,\mathrm {m} }{2\,\mathrm {s} }}=1,5\,{\frac {\mathrm {m} }{\mathrm {s} }}}
- Potenciação é, também, irrestrita, mas somente se gerarem expoentes dimensionais inteiros.

Exemplo: {\displaystyle V=a^{3}=(2\,\mathrm {m} )^{3}=8\,\mathrm {m} ^{3}}
Exemplo: {\displaystyle f=T^{-1}=(2\,\mathrm {s} )^{-1}=0,5\,\mathrm {s} ^{-1}}
Deve-se tomar cuidado com conversões de unidades as quais tenham expoentes dimensionais diferentes de um:
Exemplo: {\displaystyle 1\,\mathrm {km} ^{2}=(1\,\mathrm {km} )^{2}=(1\,000\mathrm {m} )^{2}=1\,000^{2}\mathrm {m} ^{2}=1\,000\,000\,\mathrm {m} ^{2}.}
- Funções transcendentais como {\displaystyle \exp ,\,\log ,\,\sin ,\,\cos ,\,\tanh }, etc são definidas apenas para números puros. Portanto, os argumentos dessas funções devem ser, somente, números adimensionais.[12] O valor obtido através da operação é também um número adimensional.

Exemplo: {\displaystyle \mathrm {sin} {\frac {\pi }{2}}=1}
- Os processos de diferenciação e integração são análogos, respectivamente, aos processos de divisão e multiplicação.

Exemplo: {\displaystyle v=\int _{t_{1}}^{t_{2}}a\cdot \mathrm {d} t=\int _{0}^{2\,\mathrm {s} }3\,{\frac {\mathrm {m} }{{\mathrm {s} }^{2}}}\cdot \mathrm {d} t=6\,{\frac {\mathrm {m} }{\mathrm {s} }}}
Exemplo: {\displaystyle {\frac {ds(t)\,\mathrm {[} m]}{dt\,\mathrm {[} s]}}=\ v(t)\left[{\frac {\mathrm {m} }{\mathrm {s} }}\right]}

### Equações envolvendo valores numéricos
| \| {\displaystyle {\begin{array}{rl}{\frac {\mathrm {WCT} }{^{\circ }\mathrm {C} }}=13{,}12+0{,}6215\,{\frac {T}{^{\circ }\mathrm {C} }}-11{,}37\,({\frac {v}{\mathrm {km/h} }})^{0,16}+0,3965\,{\frac {T}{^{\circ }\mathrm {C} }}\,({\frac {v}{\mathrm {km/h} }})^{0{,}16}\end{array}}} mit WCT – Sensação térmica (em graus Celsius) T – Temperatura do ar (em graus Celsius) v – Velocidade do vento (em quilômetros por hora) \| |
| Equação envolvendo valores numéricos constantes para o cálculo da sensação térmica |
| {\displaystyle {\begin{array}{rl}{\frac {\mathrm {WCT} }{^{\circ }\mathrm {C} }}=13{,}12+0{,}6215\,{\frac {T}{^{\circ }\mathrm {C} }}-11{,}37\,({\frac {v}{\mathrm {km/h} }})^{0,16}+0,3965\,{\frac {T}{^{\circ }\mathrm {C} }}\,({\frac {v}{\mathrm {km/h} }})^{0{,}16}\end{array}}} mit WCT – Sensação térmica (em graus Celsius) T – Temperatura do ar (em graus Celsius) v – Velocidade do vento (em quilômetros por hora)       |

Estas equações têm constantes que dependem da escolha de unidades e, portanto, só são úteis se as unidade são conhecidas. A substituição de valores nas variáveis em outras unidades pode, facilmente, conduzir a erros. Por isso, é aconselhável que sempre se realizem os cálculos com as unidades presentes em todos os passos e avalie-se a unidade do resultado.
Fórmulas utilizadas em textos históricos, "regras de ouro" e fórmulas empíricas normalmente são dadas na forma de equações de valores numéricos. Em alguns casos, as unidades são dadas para o correto uso da equação. Nesses casos, geralmente, os símbolos das unidades são encontrados envolvidas por colchetes, tais como [m], em vez de m.

## Medidas e incertezas
Sinteticamente podemos definir:
- Medidas: processos experimentais de obtenção de dados que caracterizam uma grandeza;[7]
- Incertezas: parâmetros não negativos, relacionados com o processo de medida, que caracterizam a dispersão dos valores obtidos da mensuração de uma grandeza.[7]

Deve-se sempre ter em mente alguns fatos relevantes ao se fazer uma medida:
1. Nenhuma medida tem precisão absoluta, sempre há incertezas;
2. O processo de medição implica, necessariamente, interação com o sistema de interesse. Não existem medidas sem interferências.

Embora tenha essas limitações listadas acima, a medida é considerada a melhor estimativa do valor da grandeza medida. Entende-se ainda que todos os componentes de incerteza, incluindo aqueles provenientes de efeitos sistemáticos contribuem para a dispersão dos dados (valores medidos).
Medidas devem ser expressas por meio do valor obtido para a quantidade medida, juntamente com a incerteza de medida para serem bem caracterizadas. Entretanto se a incerteza é considerada negligenciável por algum motivo, é comum a supressão dessa informação. Em muitos campos essa maneira suprimida é a maneira corriqueira de expressar uma medida.

## Classificações das grandezas físicas

### Grandezas básicas
Num determinado sistema de unidades de medida, um subconjunto de grandezas, com o qual seja possível escrever todas as outras grandezas desses sistema (que, obviamente não pertençam a esse subconjunto) são denominadas grandezas básicas. E ainda: grandezas básicas são as grandezas mutualmente independentes entre si, uma vez que nenhuma grandeza de base pode ser expressa como um produto de potências de outras grandezas básicas.
A escolha das grandezas básicas é puramente arbitrária, podendo ser escolhidas quaisquer grandezas desde que seja obedecida a definição. Geralmente os sistemas de medida têm como grandezas de base o comprimento, a massa e o tempo, isso deve-se a razões históricas: na física, a primeira área a se desenvolver, foi a mecânica. Mais recentemente ocorrida, a adoção de uma grandeza eletromagnética pelos sistemas de medida, já apresenta divergências na escolha da grandeza básica a cumprir esse papel.
Algumas grandezas são adotadas como grandezas de base devido a necessidades essencialmente práticas, como é o caso da temperatura e da intensidade de corrente elétrica.
- No SI são sete grandezas básicas:comprimento, massa, tempo, intensidade de corrente elétrica, intensidade luminosa, temperatura termodinâmica e quantidade de matéria;

- No CGS são apenas 3: comprimento, massa e tempo.

### Grandezas derivadas
Grandezas que, num determinado sistema de unidades, são definidas em termos das unidades de base desse sistema.
Exemplos: velocidade, força, potência.